# Juan Espina y Capo

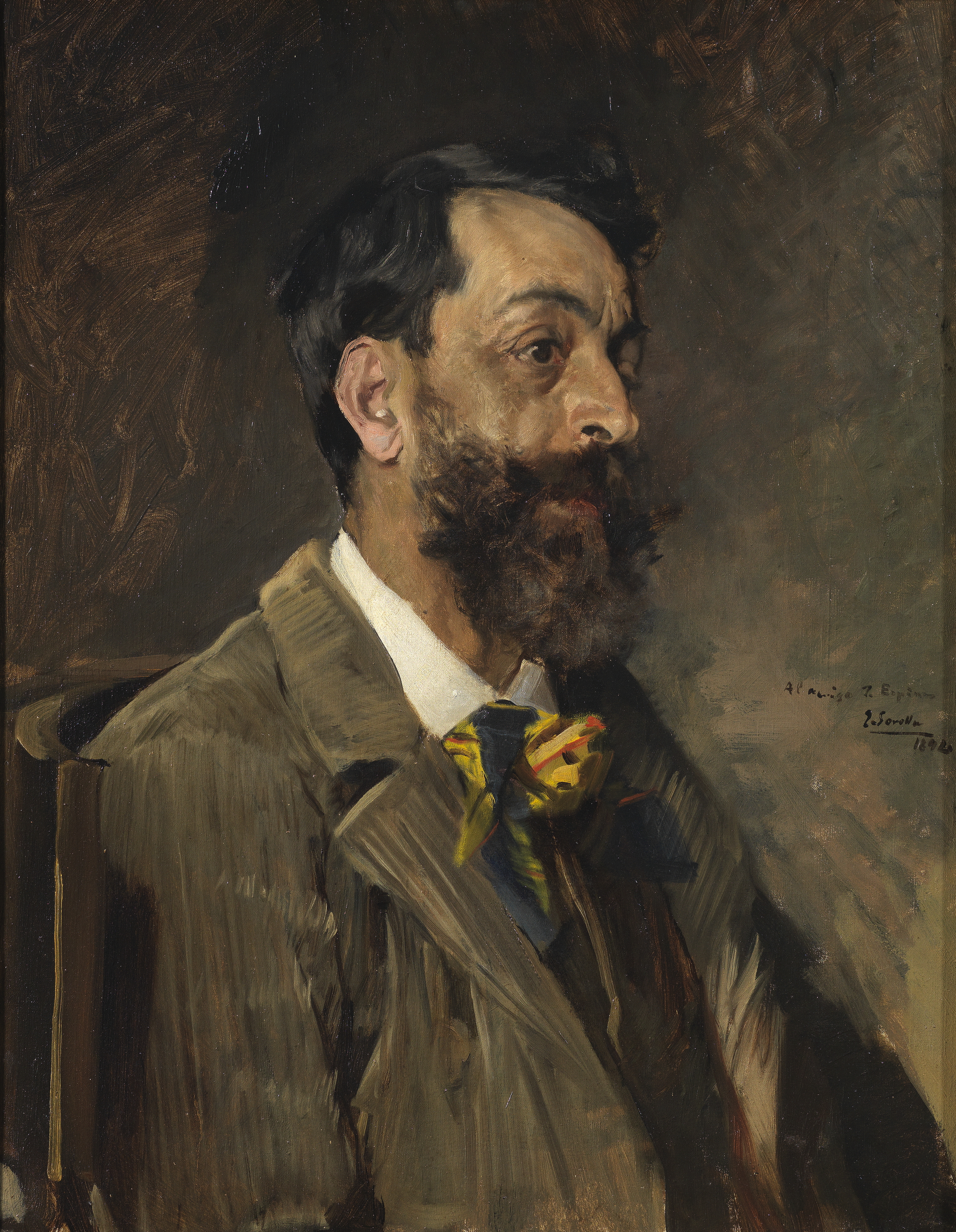
Retrato de Juan Espina y Capo, por Joaquín Sorolla (1892). Museo del Prado.

Juan Espina y Capo (Torrejón de Velasco, 1848-Madrid, 1933) fue un pintor y grabador español, especializado en temas de paisaje siguiendo las directrices de la Escuela de Barbizon y de Carlos de Haes. A lo largo de su vida desarrolló una intensa actividad académica.

## Biografía
Hijo del doctor Pedro Espina Martínez, hermano del también médico, académico y senador Antonio Espina y Capo y padre del escritor vanguardista Antonio Espina.
Viajó muy joven a París (1863), entrando a su regreso en la Escuela Especial de Pintura, Escultura y Grabado de la Escuela de Bellas Artes de San Fernando, como discípulo del paisajista belga Carlos de Haes. En 1872 fue pensionado para la Academia de España en Roma durante tres años. Antes de regresar a España, pasó una nueva temporada en París.
Participante abonado a las exposiciones, en las Nacionales de Bellas Artes, obtuvo tercera medalla en 1881 por Paisajes y dos segundas, en 1884 y 1895, por La tarde y La tarde en El Pardo, respectivamente. En el capítulo del aguafuerte recibió el máximo galardón en la Nacional de 1926. Asimismo, fue miembro fundador de la Asociación de Pintores y Escultores de Madrid, en la que ofició como secretario. Finalmente, fue designado académico en 1931.
En el campo internacional, actuó como delegado de España en las Exposiciones Internacionales de Berlín (1866), Viena (1892) y Chicago (1893), representó a su país en las Exposiciones de Suecia y Noruega (1890), e impulsó y organizó el primer Salón de Otoño de Madrid y el Certamen de Arte Español en San Petersburgo.
En su pueblo natal hay un Centro Cultural que lleva su nombre.

## Algunas obras

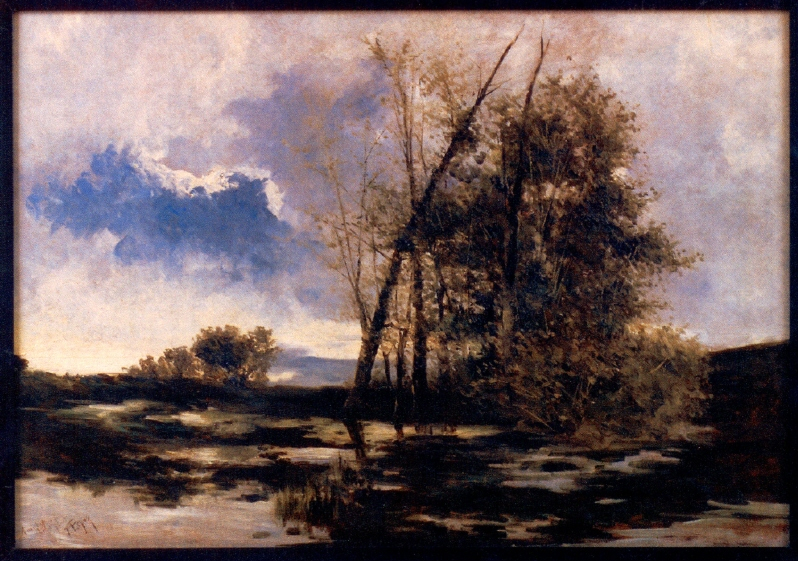
Paisaje con charcas, óleo de Espina y Capo depositado por el Museo del Prado en el Museu d'Art Jaume Morera de Lérida.

- Atardecer (1876), Museo del Prado.
- Después de la tempestad (1885), Museo del Prado.
- Pinos en la Casa de Campo (1886); (en dep. en la Universidad de Santiago de Compostela, La Coruña).
- El pico de Peñalara (Rascafría) (1897), Museo del Prado.